# Raymond Decary
Raymond Decary est un scientifique français, né le 22 novembre 1891 à Méry-sur-Seine (Aube) et mort le 13 décembre 1973 à Paris.

## Biographie
Il est difficile de classer Raymond Decary dans une catégorie de chercheurs. D'une très grande érudition polyvalente, il était doué d'une puissance de travail peu commune qui lui permit de faire face à des tâches multiples. Tour à tour naturaliste, ethnologue, géologue, historien, linguiste, il aborda pratiquement tous les domaines de recherche à Madagascar. Son œuvre de naturaliste est prodigieuse. En ce qui concerne la botanique et la zoologie, une dizaine de genres et des centaines d'espèces lui sont dédiées. Au Muséum national d'histoire naturelle, l'herbier qu'il a constitué rassemble plus de 40 000 échantillons de la flore malgache. Il rédigea plus de 400 articles et une vingtaine d'ouvrages. En cela, il a pris la suite de l'œuvre monumentale d'Alfred et Guillaume Grandidier.
C'est parce qu'il fut administrateur des colonies – proche de ses administrés avec qui il conversait en malgache – qu'il lui fut possible de produire, en marge de ses fonctions civiles, une œuvre scientifique originale. Son Journal quotidien, rédigé à Madagascar de 1916 à 1945, l'atteste : 
« Administrateur est le plus beau des métiers pour celui qui l'exerce à la fois avec son esprit et avec son cœur... Pour moi, l'administration se combinait avec les sciences naturelles, sans que ce fût au préjudice de l'une ou des autres... Toutes ces tournées, comme aussi les fonctions administratives exercées un peu partout dans l'Île, m'ont permis de bien connaître le pays et je suis certainement de ceux qui l'ont le plus parcouru. Je suis allé à peu près partout, ne cessant de chercher, de noter et de collecter... Je suis un collectionneur, mais j'ai vite compris, une fois arrivé à Madagascar, que la collection ne doit être qu'un moyen et non un but. Un moyen de faire progresser la science et nos
connaissances. »
Raymond Decary fut membre de nombreuses sociétés savantes et institutions, en particulier l'Académie malgache ; la Société de géographie ; le Muséum national d'histoire naturelle auquel il légua ses dossiers manuscrits, son Journal et la majeure partie de sa collection de clichés photographiques ; l'Académie des sciences d'outre-mer à laquelle il légua sa bibliothèque de 4 300 publications relatives à Madagascar ; le Musée de l'Homme auquel il légua une importante collection d'objets ethnographiques malgaches.

## Quelques dates
- 1891 : naissance à Méry-sur-Seine (Aube)
- 1912 : licencié en Droit
- 1914 : gravement blessé au début de la bataille de la Marne, déclaré inapte à servir aux armées.
- 1916 : se porte volontaire pour aller à Madagascar où il faut des militaires de réserve pour prendre la relève des officiers d'active partant rejoindre le front. Conquis par la Grande Île, il décide d'entreprendre une carrière coloniale.
- 1921 : élève à l'École Coloniale.
- 1922 : revient à Madagascar en qualité d'administrateur des colonies. Il fait d'innombrables tournées dans toute l'Ile, et sept missions scientifiques lui sont confiées entre 1923 et 1930.
- 1933 : directeur adjoint du Cabinet du gouverneur général à Tananarive.
- 1937 : directeur de la Recherche scientifique à Madagascar.
- 1939-1944 : mobilisation sur place, entrecoupée d'un rappel par l'Administration.
- 1944 : retour en France (14-19 novembre)
- 1945 : démobilisé. Admis sur sa demande à faire valoir ses droits à la retraite, il quitte l'Administration pour poursuivre ses travaux personnels dans sa maison familiale de La Ferté-sous-Jouarre (Seine-et-Marne).
- 1973 : décès à Paris (hôpital du Val de Grâce).